# Rainer Wirtz
Rainer Wirtz (* 26. Dezember 1942 in Krölpa; † 17. März 2013 in Radolfzell) war ein deutscher Historiker und Hochschullehrer.

## Leben
Wirtz studierte von 1963 bis 1971 Soziologie, Geschichte, Germanistik und Politische Wissenschaften in Heidelberg und verschiedenen ausländischen Universitäten. Er war Stipendiat der Graduiertenförderung (1972/74) und von 1975 bis 1979 Forschungsassistent an der Universität Konstanz, an der er 1979 mit einer Arbeit über soziale Bewegung und gewalthaften Protest in Baden zwischen 1815 und 1848 zum Dr. phil. promoviert wurde. 1981 erfolgte die Ernennung zum Hochschulassistenten.
1986 wurde er Direktionsmitglied des Landesmuseums für Technik und Arbeit in Mannheim. Nach seiner Habilitation an der Philosophischen Fakultät der Universität Konstanz 1987 folgte mit der venia legendi die Ernennung zum Privatdozenten. 1993 erfolgte die Ernennung durch das Land Baden-Württemberg zum außerplanmäßigen Professor für Neuere Geschichte und Geschichte in Medien an der Universität Konstanz. Von 1993 bis 2000 war Wirtz Leitender Landesmuseumsdirektor des Rheinischen Industriemuseums.
Er hatte Lehraufträge an den Universitäten Basel, Zürich, St. Gallen, Umeå (Schweden), MSH Paris Nord und Berlin inne und war Gastprofessor an der MSH in Paris sowie Lehrstuhlvertreter in Zürich und Konstanz.
Er arbeitete seit 1981 mit Südwestrundfunk und Südwestfunk zusammen und war an über 20 Rundfunk- und rund 100 Fernsehsendungen beteiligt. Den Höhepunkt bildete seine Mitarbeit an der populären, 52-teiligen Sendereihe "Hundert Deutsche Jahre" als Co-Produzent, Autor und wissenschaftlicher Berater.

## Publikationen
- „Blümchenpflücken“. Der Gestapochef Hellmuth Reinhard in Oslo. V&R eLibrary, in: https://www.vr-elibary.de
- Widersetzlichkeiten, Excesse, Crawalle, Tumulte und Skandale. Soziale Bewegung und gewalthafter sozialer Protest in Baden 1815 - 1848. Berlin, Frankfurt/M., Wien 1981; 2. Aufl. Nomos, Baden-Baden 1998, ISBN 3-7890-5186-1.
- als Hrsg.: Industrialisierung – Ent-Industrialisierung – Musealisierung? Rheinland-Verl., Pulheim 1998, ISBN 3-7927-1702-6.